# Third World Cop
Pour plus de détails, voir Fiche technique et Distribution.
Third World Cop est un film jamaïcain réalisé par Chris Browne, sorti en 1999.

## Synopsis
Un policier jamaïcain et est confronté à un ami d'enfance devenu bras droit d'un chef de gang.

## Fiche technique
- Titre : Third World Cop
- Réalisation : Chris Browne
- Scénario : Suzanne Fenn, Chris Browne et Chris Salewicz
- Musique : Wally Badarou, Lowell Dunbar et Sly and Robbie
- Photographie : Richard Lannaman
- Montage : Suzanne Fenn
- Production : Carolyn Pfeiffer
- Société de production : Hawk's Nest Productions et Palm Pictures
- Pays :  Jamaïque
- Genre : Action, drame, thriller et policier
- Durée : 98 minutes
- Dates de sortie : 
  -  Jamaïque : 15 octobre 1999

## Distribution
- Paul Campbell : Capone
- Mark Danvers : Ratty
- Carl Bradshaw : One Hand
- Winston Bell : Floyd
- Audrey Reid : Rita
- Lenford Salmon : Not Nice

## Accueil
Le film a reçu un accueil défavorable de la critique. Il obtient un score moyen de 28 % sur Metacritic.